# 杨宏伟
杨宏伟（1964年6月—），四川达县人，汉族，中华人民共和国政治人物、第十二届全国人民代表大会重庆地区代表。1984年7月参加工作。1986年12月加入中国共产党。

## 生平
杨宏伟早年在四川省涪陵师范专科学校（今长江师范学院）中文系就读；1984年7月毕业后进入涪陵地区行署工作，历任行署办公室副主任，行署副秘书长，涪陵市政府副秘书长，涪陵区政府副秘书长、秘书长等职务。2001年9月，西南政法大学经济法专业在职研究生毕业。2001年12月，任中共重庆市涪陵区委常委。2003年3月，当选涪陵区副区长。2006年1月，毕业于中共中央党校法学理论专业。2006年12月，任中共重庆市黔江区委副书记、区长；2012年12月，升任黔江区委书记。2013年，当选第十二届全国人大代表。2015年7月，任重庆市人民政府副秘书长（正厅局长级）。2017年3月，任重庆市供销合作总社主任、党委书记。2018年1月，任重庆市质量技术监督局局长、党组书记。同年10月，任新成立的重庆市市场监督管理局党组副书记、副局长。
2019年5月，杨宏伟因涉嫌严重违纪违法，接受重庆市纪委监委纪律审查和监察调查。同年10月，他因为严重违法违纪遭重庆市纪委监委开除党籍、开除公职，收缴违纪所得，涉嫌犯罪问题移送检察机关依法审查起诉，所涉财物随案移送；重庆市纪委监委还在通报中称其为“任职地区政治生态的最大‘污染源’”；黔江区有79名区管处级干部受其牵连而落马。
2020年6月，杨宏伟因犯受贿罪被判处有期徒刑12年，并处罚金200万元。经查，杨宏伟利用职权，为多名商人老板在工程领域提供帮助，收受贿赂达3400多万元。